# 5.ª Cúpula das Américas
A 5.ª Cúpula das Américas foi a reunião de cúpula que ocorreu entre os dias 17 e 19 de abril de 2009, em Port of Spain, capital de Trinidad e Tobago.
O tema principal do encontro foi o de "assegurar o futuro dos cidadãos da América promovendo a prosperidade humana, a segurança energética e a sustentabilidade ambiental", segundo o documento principal.

## Participantes
O evento reuniu os 34 países pertencentes à Organização dos Estados Americanos. A única nação que não participou foi Cuba. Os países foram representados pelos seguintes chefes de estado:
- Baldwin Spencer, Primeiro-ministro de Antígua e Barbuda;
- Cristina Fernández de Kirchner, Presidente da Argentina;
- Hubert Ingraham, Primeiro-ministro das Bahamas;
- David Thompson, Primeiro-ministro de Barbados;
- Dean Barrow, Primeiro-ministro de Belize;
- Evo Morales, Presidente da Bolívia;
- Luiz Inácio Lula da Silva, Presidente do Brasil;
- Stephen Harper, Primeiro-ministro do Canadá;
- Michelle Bachelet, Presidente do Chile;
- Álvaro Uribe, Presidente da Colômbia;
- Óscar Arias, Presidente da Costa Rica;
- Roosevelt Skerrit, Primeiro-ministro da Dominica;
- Barack Obama, Presidente dos Estados Unidos;
- Antonio Saca, Presidente de El Salvador;
- Rafael Correa, Presidente do Equador;
- Tillman Thomas, Primeiro-ministro de Granada;
- Álvaro Colom, Presidente da Guatemala;
- Bharrat Jagdeo, Presidente da Guiana;
- René Préval, Presidente do Haiti;
- Manuel Zelaya, Presidente de Honduras;
- Bruce Golding, Primeiro-ministro da Jamaica;
- Felipe Calderón, Presidente do México;
- Daniel Ortega, Presidente da Nicarágua;
- Martín Torrijos, Presidente do Panamá;
- Fernando Lugo, Presidente do Paraguai;
- Alan García, Presidente do Peru;
- Leonel Fernández, Presidente da República Dominicana;
- Stephenson King, Primeiro-ministro de Santa Lúcia;
- Denzil Douglas, Primeiro-ministro de São Cristóvão e Nevis;
- Ralph Gonsalves, Primeiro-ministro de São Vicente e Granadinas;
- Ronald Venetiaan, Presidente do Suriname;
- Patrick Manning, Primeiro-ministro de Trinidad e Tobago (anfitrião);
- Tabaré Vázquez, Presidente do Uruguai;
- Hugo Chávez, Presidente da Venezuela.